# Prédestination (film)
Pour le concept religieux, voir Prédestination.
Pour plus de détails, voir Fiche technique et Distribution.
Prédestination (Predestination) est un film de science-fiction australien écrit, coproduit et réalisé par Michael et Peter Spierig, sorti en 2014. C'est une adaptation de la nouvelle Vous les zombies (All You Zombies) de Robert A. Heinlein publiée en 1959.

## Synopsis
Un agent, voyageur du temps essaie de désarmer une bombe qui lui explose au visage. Quelqu'un s'approche et l'aide à utiliser son dispositif pour retourner en 1992. Après un passage à l'hôpital, l'agent se remet de sa reconstruction faciale.
Lors de sa mission suivante, l'agent se déplace en 1970 à New York, où il opère en tant que barman. Il engage une conversation avec un client nommé John. Celui-ci lui apprend qu'il écrit des articles de confession sous le nom de plume « La mère célibataire ». Il explique la raison de ce pseudonyme par sa propre vie, qu'il raconte en détail au barman.
Un nouveau-né est déposé devant un orphelinat le 13 septembre 1945. Elle est nommée Jane. Jane se sent différente des autres avec qui elle grandit. Ses capacités mentales et physiques sont très supérieures à la moyenne. Elle est première en classe et bagarreuse. Robertson lui propose de participer à une procédure de recrutement de femmes pour devenir astronaute. Elle réussit de nombreuses épreuves, mais finit par être renvoyée officiellement pour s'être battue avec une autre candidate, officieusement pour une raison médicale dont elle ne se doute pas.
Elle trouve alors un emploi de bonne dans une famille, et suit des cours du soir. Quelque temps plus tard, elle fait la connaissance d'un garçon à l'université avec qui elle commence une relation. Elle devient amoureuse pour la première fois. Un soir, l'homme part et ne revient jamais, sans aucune explication. Robertson revient voir Jane, et lui explique que la procédure de recrutement n'était pas pour devenir astronaute, mais pour devenir membre d'un organisme gouvernemental secret qui refaçonne des crimes. Il lui propose d'en faire partie. Mais peu après, elle se découvre enceinte et doit donc abandonner.
Après son accouchement, le médecin lui explique qu'après avoir effectué une césarienne, l'équipe médicale s'est rendu compte qu'elle était intersexe et que son appareil génital féminin était endommagé et nécessitait une hystérectomie. Jane doit alors suivre un programme médical pour changer de sexe, elle change de nom pour John. Peu après la naissance de sa fille qu'elle a prénommée Jane, comme elle, le nouveau-né est enlevé par quelqu'un dans la pouponnière.
En 1970, alors qu'un poseur de bombe sévit, nommé Le Plastiqueur Pétillant (Fizzle Bomber, en version originale) par la presse, John se rend dans un bar où il raconte toute son histoire au barman. À la fin du récit, le barman lui propose de lui livrer le type qui a ruiné sa vie. John accepte, et le barman l'emmène alors faire un voyage dans le temps : les voilà revenus au moment précis où Jane rencontre le garçon à l'université. John s'apprête alors à tuer cette personne, mais il se rend compte que l'homme que Jane rencontre est lui-même. Il commence alors une relation avec Jane, son soi passé. Il la quitte donc un soir, retrouve le barman venu le chercher et commence à travailler pour l'agence.
Une de ses missions est d'arrêter le Plastiqueur. Un jour où il désamorce une bombe du Plastiqueur, le terroriste intervient, ce qui l'empêche de finir correctement le désamorçage. L'explosion lui brûle très gravement le visage. Il retourne dans le futur, et un programme médical destiné à lui greffer un visage est mis en place. Son nouveau visage s'avère être celui du barman. Il retourne dans le passé pour se rencontrer lui-même et se charge de voler le nouveau-né de Jane, et voyage dans le temps pour le déposer devant l'orphelinat en 1945. Ainsi, Jane et John qui sont la même personne, ont pour enfant elle-même, ce qui constitue une véritable autoconception.
La dernière mission de John est d'arrêter le Plastiqueur. En suivant les indices, il le rencontre dans une laverie, et le Plastiqueur s'avère être lui-même, en plus vieux, ayant décidé de sortir de sa retraite à la suite d'une anomalie de la machine à voyager dans le temps, qui ne s'est pas désactivée comme prévu. Au lieu de le signaler à l'agence, il a décidé de l'utiliser pour sacrifier des vies afin d'en sauver beaucoup d'autres (par exemple, un massacre ayant eu lieu dans un immeuble n'a pas eu lieu parce que l'immeuble avait explosé avant).
John comprend alors que la boucle est bouclée. Même s'il ne le souhaite pas, il est prédestiné à devenir le Plastiqueur car sans le Plastiqueur, John ne remonte pas le temps pour se créer lui-même. Par frustration, lui qui pensait avoir un impact sur la modification du temps, il vide le chargeur de son arme sur le Plastiqueur.

## Fiche technique
- Titre original : Predestination
- Titre français : Prédestination
- Réalisation : Michael et Peter Spierig
- Scénario : Michael et Peter Spierig, d'après la nouvelle Vous les zombies (All You Zombies) de Robert A. Heinlein (1959)
- Musique : Peter Spierig
- Direction artistique : Matthew Putland
- Costumes : Wendy Cork
- Photographie : Ben Nott
- Montage : Matt Villa
- Production : Michael Spierig, Peter Spierig, Paddy McDonald et Tim McGrahan
- Sociétés de production : Blacklab Entertainment, Screen Australia, Screen Queensland et Wolfhound Pictures
- Société de distribution : Pinnacle Films
- Pays de production :  Australie
- Langue originale : anglais
- Format : couleur - 35 mm - 2,35:1 - Dolby Digital
- Genre : science-fiction, thriller
- Durée : 97 minutes
- Dates de sortie :
  - États-Unis : 8 mars 2014 (festival South by Southwest)
  - Australie : 28 août 2014
  - Belgique : 15 octobre 2014 (festival international du film de Flandre-Gand)
  - France : 23 novembre 2014 (Paris International Fantastic Film Festival) ; 1er décembre 2014 (vidéo)

## Distribution
- Ethan Hawke (VFB : Philippe Allard) : l'agent temporel / le barman / le Plastiqueur / John (vieux)
- Sarah Snook (VFB : Valérie Muzzi) : Jane / John (jeune)
- Noah Taylor : monsieur Robertson
- Elise Jansen (es) : l'infirmière
- Christopher Kirby (de) : l'agent Miles
- Madeleine West (en) : Mme Stapleton
- Cate Wolfe (VFB : Audrey d'Hulstère) : Beth Fetherage
- Jim Knobeloch : le docteur Belfort

Version française
- Société de doublage : Cinéphase
- Direction artistique : David Macaluso

Source et légende : Version française (VF) sur carton du doublage français

## Production
Ethan Hawke retrouve ici les frères Spierig, qui l'avaient déjà dirigé dans Daybreakers (2009).

### Lieux de tournage
Le tournage a eu lieu à Melbourne, notamment aux Docklands Studios. Des scènes sont par ailleurs tournées dans le couvent d'Abbotsford.

## Accueil

### Accueil critique
Sur l'agrégateur américain Rotten Tomatoes, le film récolte 83 % d'opinions favorables pour 108 critiques. Sur Metacritic, il obtient une note moyenne de 69⁄100 pour 28 critiques.

## Distinctions principales
Source : Internet Movie Database

### Récompenses
- Utopiales 2014 : prix du public[6]
- Australian Academy of Cinema and Television Arts Awards 2015 : meilleure actrice pour Sarah Snook, meilleure photographique pour Ben Nott, meilleur montage pour Matt Villa, meilleurs décors pour Matthew Putland

### Nominations
- Australian Academy of Cinema and Television Arts Awards 2015 : meilleur film, meilleurs réalisateurs pour Michael et Peter Spierig, meilleur scénario adapté pour Michael et Peter Spierig, meilleure musique pour Peter Spierig, meilleurs costumes pour Wendy Cork

## Analyse
Tous les personnages ne sont en fait qu'une seule et même personne, à des époques différentes et sous des sexes et des apparences différentes. Quatre étapes peuvent être dégagées de sa vie, chronologiques :
- Jane, femme, de sa naissance à son accouchement ; puis son opération la transformant en homme : elle devient John ;
- John, depuis son opération jusqu'à sa brûlure de visage ;
- le barman, depuis son réveil à l'hôpital avec un nouveau visage jusqu'à la période où il commence à être atteint de démence, ayant effectué trop de sauts temporels ;
- le Plastiqueur, depuis le moment où il commence le terrorisme jusqu'à être abattu dans la laverie par son soi passé.

Le film est un enchaînement de boucles temporelles imbriquées :
- le premier paradoxe est que l’existence du personnage principal n’est due qu’à lui-même. Il est ses propres parents, et son propre enfant, mais n’a aucune origine extérieure. Comme le dit son employeur, il est « un cadeau offert par un paradoxe de prédestination, libre et sans aucun ancêtre ».
- en 1970, Jane, devenue John, veut se venger de l'homme qui l'a abandonné. Le barman le conduit alors, grâce à la machine à voyager dans le temps, en 1963, pour que John liquide cet homme. Se rendant à la sortie de l’université, il se rend compte que l'homme qui a brisé le cœur de Jane n’est autre que lui-même ;
- pendant le reste de l’intrigue, John, ayant commencé à travailler pour l’agence, s’efforce de refaire ce qui a déjà été fait, pour s’assurer que les choses se déroulent dans le bon ordre. Il n’y a donc aucune cause originelle à l’enchaînement des évènements. En 1970, dans le bar, il écoute en entier le discours de son soi plus jeune bien qu’il le connaisse par cœur, le conduit en 1963 pour qu’il séduise Jane, kidnappe le bébé pour l’emmener à l’orphelinat en 1945 ;
- à la fin, comprenant que le Plastiqueur est lui-même plus âgé, John le tue. On peut aussi supposer que John a reçu son nouveau visage prélevé sur le cadavre du Plastiqueur, dont l'identité n'était connue que de lui seul.

Finalement, l'histoire subjective de la vie du héros peut être résumée ainsi :
- Jane Jr. naît
- Jane Jr. est kidnappée par le barman
- Jane Jr. arrive et grandit dans l'orphelinat
- Jane est renvoyée du programme spatial
- Jane rencontre l'Inconnu et devient enceinte
- Jane accouche de Jane Jr.
- Jane Jr. se fait kidnapper
- Jane change de sexe et devient John
- John écrit des confessions intimes pour des magazines
- John raconte sa vie au barman
- John revient dans le passé et devient l'Inconnu
- L'Inconnu abandonne Jane et devient l'agent temporel
- L'agent temporel se fait brûler le visage par l'explosion d'une bombe
- L'agent temporel se fait greffer le visage du barman et change de voix
- Le barman écoute l'histoire de John et l'emmène dans le passé
- Le barman sauve l'agent temporel lorsque la bombe explose
- Le barman revient regarder Jane parler à l'Inconnu
- Le barman kidnappe Jane Jr.
- Le barman met Jane Jr. à l'orphelinat
- Le barman se rend compte qu'il deviendra le Plastiqueur
- Le barman tue le Plastiqueur
- Le barman devient le Plastiqueur
- Le Plastiqueur se bat contre le barman puis contre l'agent temporel
- Le Plastiqueur meurt d'une balle tirée par le barman